# Сподаренко, Иван Васильевич
Иван Васильевич Сподаренко (23 января 1931, Стольное — 17 декабря 2009) — украинский журналист, политик и деятель культуры, Герой Украины (2006).
Член Союза писателей Украины (с 1984), бывший секретарь правления Национального союза журналистов Украины.
Народный депутат Верховной рады Украины IV, V (от Социалистической партии Украины) и VI (от Блока «Наша Украина — Народная самооборона») созывов.

## Биография
Родился 23 января 1931 года в с. Стольное, Менского района Черниговской области. Украинец.
Окончил Киевский университет им. Т. Шевченко (1957), журналист.
Умер 17 декабря 2009 года в Киеве.

### Производственная деятельность
- 1949—1950 — инструктор, литературный редактор, секретарь, редакция газеты «Путь победы», г. Березна Черниговской области.
- 1950—1951 — старший пионервожатый, Синявская СШ Черниговской области.
- 1952—1953 — редактор управления преклише, РАТАУ, г. Киев.
- 1956—1960 — литработник, редакция газеты «Красное знамя», г. Ровно.
- 1960—1965 — корреспондент РАТАУ в Волынской области.
- 1965—1971 — заместитель редактора, редактор, газета «Советская Волынь», г. Луцк.
- 1971—1973 — редактор, газета «Заря Полтавщины», г. Полтава.
- 11.1973—2002 — редактор, главный редактор, редакция газеты «Сельские вести».

Внештатный советник Председателя Верховной Рады Украины (с 09.1998).

## Награды и звания
- Герой Украины (с вручением ордена Державы, 23.01.2006 — за выдающиеся личные заслуги перед Украинским государством в развитии журналистики, последовательное отстаивание принципов свободы слова, многолетнюю активную общественно-политическую деятельность).
- Награждён советскими орденами Октябрьской Революции, Трудового Красного Знамени, Знак Почёта; украинским орденом князя Ярослава Мудрого V степени (03.2005).
- Лауреат журналистских премий «Независимость» и «Журналистская честь».
- Почётная Грамота Президиума Верховного Совета УССР.
- Заслуженный журналист Украинской ССР (1991)[2].

## Критика
- По мнению ряда источников[3][4][5][6][7][8][9] Иван Васильевич был антисемитом.

- Присвоение Героя Украины было удивленно-негативно воспринято многими[9].

Открытое письмо президенту против присвоения звания Герой Украины Ивану Сподаренко подписанно следующими лицами:
- Леонид Кравчук, первый Президент Украины;
- Петр Толочко, профессор, доктор исторических наук, академик Национальной академии наук Украины (НАНУ);
- д-р Владимир Малинкович, политолог и правозащитник;
- Игорь Коваленко, академик НАНУ, профессор;
- Борис Малиновский, профессор, членкор НАНУ, заслуженный деятель науки и техники Украины, лауреат государственных премий;
- Владимир Николаев, профессор, доктор медицинских наук, заслуженный деятель науки и техники Украины, лауреат госпремии СССР;
- Евгений Головаха, профессор, доктор философских наук;
- Исаак Трахтенберг, профессор, доктор медицинских наук, академик АМН Украины, членкор НАНУ, заслуженный деятель науки и техники Украины;
- Илья Левитас, президент Совета национальных обществ Украины;
- Александр Коротко, поэт;
- В. Коваль, профессор, доктор технических наук;
- Нина Королюк, профессор, доктор искусствоведения;
- Анатолий Лизогуб, доктор химических наук;
- Галина Стрижак, директор Дома ученых НАНУ.